# Caserne du 7e régiment à Belgrade
La caserne du 7e régiment (en serbe cyrillique : Касарна VII пука ; en serbe latin : Kasarna VII puka) est située à Belgrade, la capitale de la Serbie, dans la municipalité urbaine de Savski venac. Construite à la fin du XIXe siècle, elle est inscrite sur la liste des biens culturels de la ilvle de Belgrade.

## Présentation
La caserne, située 15 rue Nemanjina, a été construite à la fin du XIXe siècle selon les plans de l'architecte Dragutin Đorđević ; installée à proximité d'autres édifices militaires, elle fut une des premières casernes modernes de Serbie. Elle a été conçue dans le style académique et constitue un vaste bâtiment d'angle possédant trois façades sur rue. À l'origine, elle était constituée d'une cave, d'un rez-de-chaussée et de deux étages ; un troisième étage a été ajouté en 1927, sur des plans de l'architecte Božidar Vukićević. Les caractéristiques de la façade principale, située est au centre des autres ailes, sont sa polychromie,un haut porche en arcade et deux avancées symétriques en forme de tours carrées surmontées de dômes dominant eux-mêmes le toit. L'effet monumental de la bâtisse est renforcé, au deuxième étage, par les fenêtres demi-circulaires groupées par paires, par les corniches qui séparent les étages et par les cartouches contenant les emblèmes du royaume de Serbie. Les ornements de la façades, avec les motifs symboliques du bouclier de la cuirasse, indiquent la fonction militaire de l'édifice.